# Grinkarudden
Grinkarudden är en udde i Åland (Finland). Den ligger i den östra delen av landskapet, 19 km nordost om huvudstaden Mariehamn. Grinkarudden ligger på ön Fasta Åland.
Terrängen inåt land är platt. Havet är nära Grinkarudden åt sydost. Närmaste större samhälle är Jomala, 15,9 km väster om Grinkarudden. 
Runt Grinkarudden är det glesbefolkat, med 13 invånare per kvadratkilometer.